# 黒滝 (弘前市)
黒滝（くろたき）は、青森県弘前市の大字で、旧中津軽郡相馬村の大字。郵便番号は036-1502。

## 地理
岩木川沿い南側に位置し、当地の北部を青森県道28号岩崎西目屋弘前線・青森県道129号関ケ平五代線が
通る。北は如来瀬、東は昴、東から南にかけて湯口、南は水木在家、西は五所に接する。

### 小字
小字として一ノ川瀬・一ノ松本・二ノ川瀬・二ノ松本がある。

## 沿革
- 1889年（明治22年） - 相馬村の大字になる。
- 1891年（明治24年） - 当時の記録では人口203で、戸数36、厩10であった。
- 2006年（平成18年） - 弘前市への合併とともに弘前市の大字になる。

## 世帯数と人口
2017年（平成29年）6月1日現在の世帯数と人口は以下の通りである。
| 大字             | 世帯数  | 人口  |
| ---------------- | ------- | ----- |
| 黒滝（小字全域） | 112世帯 | 308人 |

## 施設

### 教育
- 弘前市立相馬小学校

### 商業
- 三上工務店
- 黒滝担い手センター

## 小・中学校の学区
市立小・中学校に通う場合、学区は以下の通りとなる。
| 大字 | 番地 | 小学校             | 中学校             |
| ---- | ---- | ------------------ | ------------------ |
| 黒滝 | 全域 | 弘前市立相馬小学校 | 弘前市立相馬中学校 |

## 交通
- 弘南バス

黒滝（弘前バスターミナル - 相馬・藍内・水木在家・ロマントピア線）停留所。